# Cartuxa de Granada
O Mosteiro de Nuestra Señora de la Asunción, mais conhecido como a Cartuja de Granada é um mosteiro situado em Granada (Espanha) que albergou a uma comunidade de monges desde a sua construção até 1835.

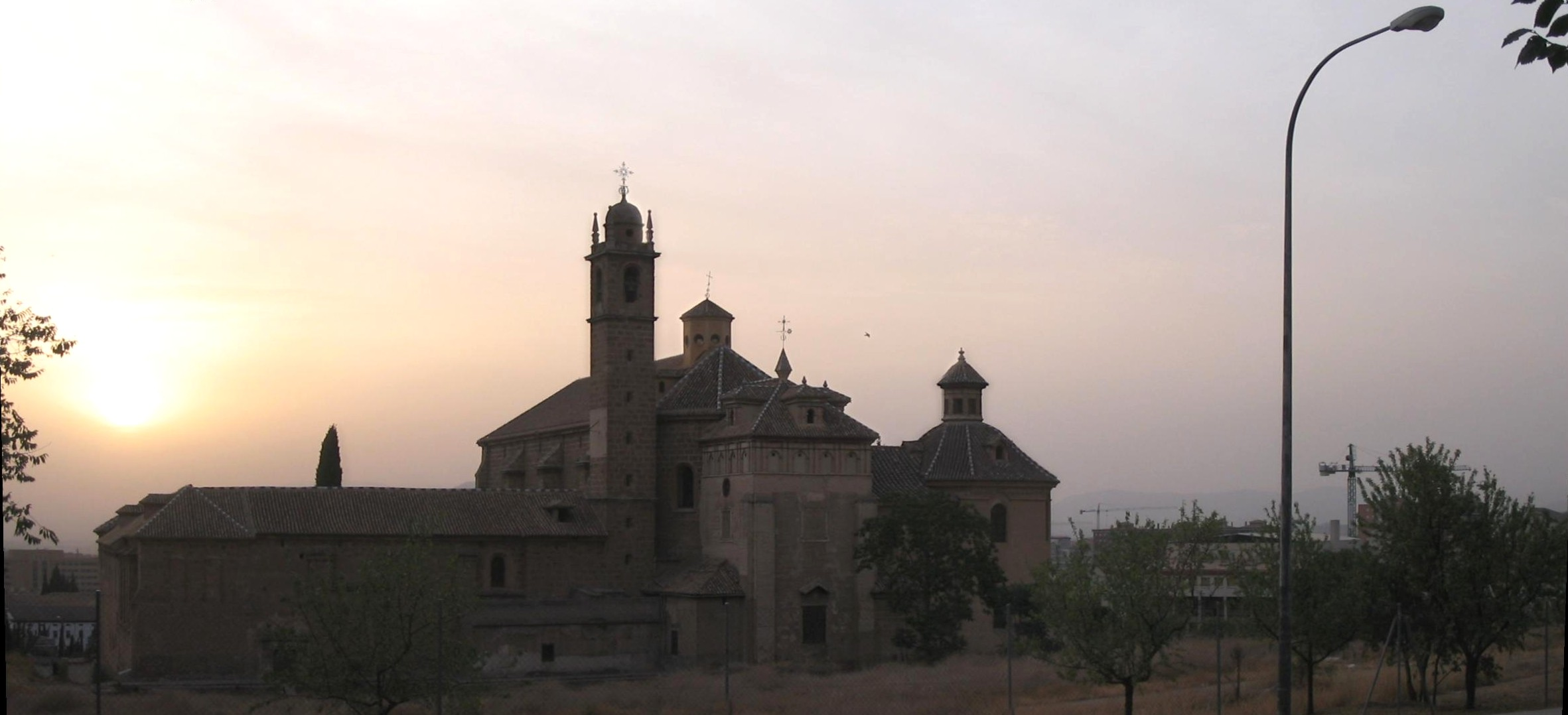
Cartuja de Granada ao entardecer